# Trentepohlia (Trentepohlia) fuscobasalis
Trentepohlia (Trentepohlia) fuscobasalis is een tweevleugelige uit de familie steltmuggen (Limoniidae). De soort komt voor in het Oriëntaals gebied.